# Coppa Interamericana 1980
La Coppa Interamericana 1980 è stata la ottava edizione del trofeo riservato alle squadre vincitrici della CONCACAF Champions' Cup e della Coppa Libertadores.

## Avvenimenti
La partita d'andata si giocò a Città del Messico, nello stadio di casa dei Pumas della UNAM. I messicani controllarono piuttosto agevolmente il primo incontro, mostrando un gioco coordinato e rapido. Grazie alla velocità dei propri giocatori, la squadra centroamericana riuscì a evitare le marcature degli uruguaiani, mettendo più volte in difficoltà Rodolfo Rodríguez. Al 5º minuto Sánchez segnò di testa, dopo una deviazione del difensore Enríquez su cross di Negrete. In seguito al vantaggio messicano il Nacional si trovò costretto ad avanzare, in cerca del pareggio; l'UNAM approfittò degli spazi lasciati nelle retroguardie uruguaiane con veloci contropiede. Il Nacional riuscì comunque a rendersi pericoloso con Victorino, il cui tiro fu respinto sulla linea dal difensore Paolino. Al 57º un colpo di testa di Espárrago consentì al Nacional di pareggiare; a contribuire al gol fu anche un errore del portiere Espinoza. Al 60º minuto Manzo passò il pallone a López Zarza, mettendolo da solo contro il portiere uruguaiano: il centrocampista servì poi Tuca, che fece gol da breve distanza. All'85º Sánchez chiuse un triangolo con Manzo, e tirò da dentro l'area di rigore, battendo l'estremo difensore avversario.
La partita di ritorno si giocò a Montevideo, all'Estadio Centenario. L'incontro fu piuttosto equilibrato: la parte iniziale fu appannaggio dell'UNAM, che presentava una formazione più difensiva rispetto all'andata (gli unici attaccanti erano Sánchez e Manzo); il Nacional prese il controllo della gara una volta entrati Wilmar e José Cabrera, che diedero maggior profondità al gioco dei padroni di casa, sostenendo Espárrago e Ramírez. La rete di Vargas, segnata all'85º, ridusse lo svantaggio maturato nella ripresa (doppietta di Wilmar Cabrera e rete di José Cabrera) e rese necessaria una terza partita.
Si dovette quindi disputare lo spareggio, che venne fissato il 13 maggio a Los Angeles, sebbene in un primo momento fosse stato programmato a Porto Alegre. L'UNAM si schierò con un 4-4-2 con Sánchez e Tuca in attacco, con l'apporto alternato di Paolino e Vargas, che aiutavano le punte con azioni offensive da centrocampo. Il Nacional impostò la marcatura a uomo, con Aguirregaray, Blanco e Cabrera deputati al controllo degli attaccanti messicani. A livello tattico fu importante la mossa di López Zarza che, essendo oggetto della marcature del libero Moreira, si spostò verso una posizione più arretrata, per attirare il difensore lontano dal suo reparto. Al 15º minuto vi fu la prima occasione della gara: Vargas tirò, ma la conclusione fu debole e per Rodríguez non fu difficile bloccarla. Il primo tempo si concluse con un gioco vivace, ma senza pericoli concreti per le due porte. Al 61º Moreira prese il pallone e la passò a Bica: quest'ultimo la passò a Cabrera, che di testa batté Espinoza. Tuca pareggiò su calcio di punizione al 68º. All'89º vi fu il gol decisivo. Tuca tirò un calcio d'angolo da destra, e nessuno riuscì a colpire di testa: arrivò poi Vargas che, con il destro, segnò tirando vicino al palo.

## Tabellino

### Andata
| Arbitro: | Méndez |

| |            | |
| Sánchez 5’, 85’ Tuca 60’                                                                               | Marcatori  | 57’ Espárrago |
| Espinoza P Amador D Paolino D Vargas D Luna D López C López Zarza C Manzo C Tuca A Negrete A Sánchez A | Formazioni | · P Rodríguez · D Moreira · D Enríquez · D Blanco · D González 87’ · C Milar 71’ · C W. Cabrera · C Espárrago · C Luzardo 71’ · C J. Cabrera · C Pérez · A Victorino · A Morales |
| Milutinović                                                                                            | Allenatori | Mujica |

### Ritorno
| Arbitro: | Wright |

| |            | |
| W. Cabrera 70’, 81’ J. Cabrera 77’ | Marcatori  | 85’ Vargas |
| · Rodríguez P · Blanco D · Moreira D · Enríquez D · Molina D · Milar C · Espárrago C · 55’ Luzardo C · J. Cabrera C · 55’ Pérez C · W. Cabrera A · Ramírez A · Morales A | Formazioni | · P Espinoza · D Amador · D Paolino · D Vargas · D Luna · C López Zarza 87’ · C Peña · C López · C Negrete · C Manzo · A Tuca · A Sánchez |
| Mujica | Allenatori | Milutinović |

### Spareggio
| Arbitro: | Wright |

| |            | |
| Tuca 68’ Vargas 89’                                                                                    | Marcatori  | 62’ J. Cabrera |
| Espinoza P Amador D Vargas D Paolino D Luna D López Zarza C López C Manzo C Negrete A Sánchez A Tuca A | Formazioni | · P Rodríguez · D Moreira · D Aguirregaray · D Blanco · D W. Cabrera · C Espárrago · C Luzardo 84’ · C Milar · C J. Cabrera · A Bica · A De la Peña · A Morales |
| Milutinović                                                                                            | Allenatori | Mujica |